# Phonon
Pour les articles homonymes, voir Phonon (homonymie).
En physique, un phonon correspond à une excitation collective dans un arrangement périodique  d'atomes constituant une structure cristalline ou amorphe. La déformation est élastique. L'onde qui se propage peut être assimilée à une quasi-particule.
Ils permettent d'expliquer les propriétés physiques des solides :
- la capacité thermique ;
- la conductivité thermique ;
- la capacité à propager le son ;
- la dilatation thermique.

## Définition
Le concept de phonon a été créé par Igor Tamm en 1930, et le mot « phonon » (du grec ancien φωνή / phonḗ, «voix ») a été inventé par Yakov Frenkel en 1932,. Le suffixe « -on », qui apparaît dans le nom de nombreuses entités de la physique de la matière condensée (excitons, magnons, etc.) a été calqué sur la fin du mot électron (mot inventé par George Stoney en 1891).
Un phonon est la description quantique du mouvement vibratoire élémentaire dans lequel un réseau d'atomes ou d'ions oscille uniformément à une fréquence donnée. Il s'agit précisément du quantum d'énergie d'un mode de vibration du réseau, par analogie au photon qui est le quantum d'énergie d'une onde électromagnétique. Puisqu'il peut y avoir plusieurs phonons pour un même mode de vibration (voir section Approche quantique), le phonon n'est pas soumis au principe d'exclusion de Pauli, il est donc un boson, comme le photon. De même qu'on associe à la notion de photon aussi bien son quantum d'énergie que sa réalité physique (dualité onde-corpuscule), le phonon est souvent assimilé à son mode de propagation ou à la quasi-particule.
En mécanique classique cela correspond[pourquoi ?] à un mode normal de vibration. L'analyse de Fourier permet de décomposer toute vibration du réseau comme une superposition de ces modes de vibration élémentaires. Alors que les modes normaux de la mécanique classique sont traités comme des phénomènes ondulatoires, les phonons peuvent être assimilés à une particule de la mécanique quantique.[réf. souhaitée]

## Dynamique du réseau cristallin
Dans un solide, il existe des forces d'interaction (essentiellement les forces covalentes ou ioniques dans notre cas) qui maintiennent chaque atome près d'une position d'équilibre. L'interaction entre chaque paire d'atomes peut être caractérisée par une fonction d'énergie potentielle {\displaystyle \textstyle V_{ij}} qui ne dépend que de la distance {\displaystyle \textstyle r_{ij}} entre chacun des couples de ces {\displaystyle \textstyle N} atomes et de leur nature. L'énergie potentielle du réseau dans son ensemble est la somme des énergies potentielles d'interaction de chaque paire :
{\displaystyle E=\sum _{i=1}^{N}\sum _{j=i+1}^{N}V_{ij}(r_{ij})}
Cette expression, caractéristique d'un problème à N corps, ne se prête pas à une résolution que ce soit en mécanique classique ou en mécanique quantique. Il est donc nécessaire de procéder à des approximations pour poursuivre l'analyse. Les trois approximations généralement employées sont :
- restreindre l'étude à un nombre limité d'atomes en utilisant des conditions aux limites périodiques. Cette simplification appelée hypothèse de Born-von Kármán suppose implicitement que l'on saura traiter le cas {\displaystyle \textstyle N\to \infty }. Une conséquence peu mise en avant est le fait qu'un tel modèle est inapte à traiter les conditions au bord du solide[7] ;
- restreindre la sommation aux atomes voisins (approximation des voisins les plus proches). En effet, bien que rigoureusement les forces électriques aient une portée infinie dans un solide réel, cette approximation est valide car les forces s'exerçant sur des atomes éloignés sont écrantées et donc négligeables ;
- considérer que le potentiel V est un potentiel harmonique, ce qui est valide lorsque les atomes restent proches de leurs positions d'équilibre. Formellement, cette hypothèse s'applique en effectuant un développement de Taylor du potentiel autour de la valeur d'équilibre et en ne gardant que les termes jusqu'à l'ordre 2. Dans certains cas cette approximation est insuffisante et l'on doit monter en ordre au prix d'une plus grande complexité du problème.

L'analyse prend en compte le fait qu'il s'agit d'un réseau cristallin qui reproduit un certain nombre de cellules de base : le réseau de Bravais.
Pour un potentiel {\displaystyle \textstyle V_{ij}} harmonique le potentiel global s'écrira en ne retenant que les interactions entre proches voisins (noté pv) :
{\displaystyle E={\frac {1}{2}}\sum _{i=1}^{N}\sum _{pv}\mu _{ij}\omega _{ij}^{2}R_{ij}^{2}}
où :
- {\displaystyle \textstyle \mu _{ij}=\left(m_{i}^{-1}+m_{j}^{-1}\right)^{-1}} est la masse réduite ;
- {\displaystyle \textstyle \omega _{ij}} est la pulsation propre au couple (i,j) ;
- {\displaystyle \textstyle R_{ij}} est la distance {\displaystyle \textstyle r_{ij}} pour un réseau cristallin au repos.

## Réseau unidimensionnel

Oscillations des premiers modes normaux de vibration dans un réseau unidimensionnel. Les déplacements sont exagérés pour une bonne visualisation.

On traite ci-dessous le réseau à une seule dimension qui permet de comprendre les concepts du domaine.

### Approche classique
On étudie donc un tel réseau, homogène (un seul type d'atome), comportant N atomes de masse m positionnés en {\displaystyle \textstyle \;x_{i}\,,\;i=1..N\;} liés entre eux par un potentiel harmonique représenté par un ressort de constante élastique C. À l'équilibre la distance entre atomes est a. Avec l'approximation de périodicité et celle de la seule influence des voisins proches, on peut écrire la dynamique du système physique par le système d'équation cinématiques suivant :
{\displaystyle m{\frac {d^{2}x_{i}}{dt^{2}}}=C(x_{i+1}-x_{i-1})-2Cx_{i}\,,\quad i=1..N\,,\quad x_{0}=x_{N}\,,\;x_{N+1}=x_{1}}
La solution étant supposée oscillatoire on utilise pour obtenir un découplage des équations du système une transformation de Fourier discrète. On définit les coordonnées normales :
{\displaystyle Q_{k}=\sum _{i=1}^{N}x_{i}e^{-j{\frac {2\pi }{N}}ka}\;\Longleftrightarrow \;x_{i}=\sum _{k=1}^{N}Q_{k}e^{jkia}\,,\quad k={n\pi  \over Na}\,,\quad n=1,...,N}
où j est l'unité imaginaire.
On obtient un système d'équations découplées :
{\displaystyle {\frac {d^{2}Q_{k}}{dt^{2}}}=2\Omega ^{2}(\cos ka-1)Q_{k}\,,\quad \Omega ={\sqrt {\frac {C}{m}}}}
La solution de chaque équation s'écrit comme une fonction sinusoïdale d'amplitude {\displaystyle \textstyle A_{k}} :
{\displaystyle X_{k}=A_{k}e^{i\omega _{k}t}\,,\quad \omega _{k}=\Omega {\sqrt {2(1-\cos ka)}}=2\Omega \left|\sin {\frac {ka}{2}}\right|}
Elle constitue un mode normal de nombre d'onde k et de pulsation {\displaystyle \textstyle \omega _{k}}.
La relation {\displaystyle \textstyle k\to \omega _{k}} constitue la relation de dispersion.
Dans la limite du continu obtenue pour {\displaystyle \textstyle N\to \infty \,,a\to 0\,,Na=C^{ste}} on obtient un champ d'oscillateurs harmonique de pulsation {\displaystyle \textstyle \omega (k)=\Omega ak}.

### Approche quantique
L'hamiltonien du système s'écrit :
{\displaystyle \mathbf {H} =\sum _{i=1}^{N}{P_{i}^{2} \over 2m}+{1 \over 2}m\omega ^{2}\sum _{i=1}^{N}\sum _{pv}(X_{i}-X_{j})^{2}}
où
- {\displaystyle \textstyle X_{i}} est l'opérateur position pour l'atome i ;
- {\displaystyle \textstyle P_{i}} est l'opérateur impulsion.

On définit :
- 2N+1 « coordonnées normales » Qk définies comme les transformées de Fourier des opérateurs position Xi ;
- 2N+1 « moments conjugués » Πk définis comme les transformées de Fourier des opérateurs impulsion Pi.

{\displaystyle {\begin{matrix}X_{i}&=&{1 \over {\sqrt {N}}}\sum _{k}Q_{k}e^{jkia}&\,,\quad k={n\pi  \over Na}\,,\quad n=0,\pm 1,\pm 2,...,\pm N\\P_{i}&=&{1 \over {\sqrt {N}}}\sum _{k}\Pi _{k}e^{-jkia}&\\\end{matrix}}}
k est le nombre d'onde du phonon qui prend des valeurs quantifiées résultant du choix de la périodicité du système.
En inversant la transformée de Fourier pour exprimer les Qk en fonction des Xi et les Πk en fonction des Pi, et en utilisant les relations de commutations canoniques entre les Xi et les Pi de la mécanique quantique :
{\displaystyle \left[Q_{k},\Pi _{k'}\right]=i\hbar \delta _{kk'}\,,\quad \quad \left[Q_{k},Q_{k'}\right]=\left[\Pi _{k},\Pi _{k'}\right]=0}
En d'autres termes, les coordonnées normales Qk et leurs moments conjuguées Πk obéissent aux mêmes relations de commutation que les opérateurs position Xi et impulsion Pi. En fonction de ces grandeurs, l'hamiltonien s'écrit :
{\displaystyle \mathbf {H} =\sum _{k}\left({\Pi _{k}\Pi _{-k} \over 2m}+{1 \over 2}m\omega _{k}^{2}Q_{k}Q_{-k}\right)}
avec
{\displaystyle \omega _{k}=\Omega {\sqrt {2(1-\cos ka)}}=2\Omega \left|\sin {\frac {ka}{2}}\right|}
Le couplage entre les variables positions a été transformé. Si les Qk et les Πk étaient hermitiens (ce qui n'est pas le cas), l'hamiltonien transformé décrirait N oscillateurs harmoniques non couplées. En fait, cet hamiltonien décrit une théorie quantique des champs de bosons découplés.
Le spectre des énergies propres de cet hamiltonien est obtenu en utilisant les opérateurs adjoints création et annihilation de quantum d'énergie ak† et ak définis comme :
{\displaystyle {\begin{matrix}a_{k}&=&{\sqrt {m\omega _{k} \over 2\hbar }}(Q_{k}+{i \over m\omega _{k}}\Pi _{-k})\\a_{k}^{\dagger }&=&{\sqrt {m\omega _{k} \over 2\hbar }}(Q_{-k}-{i \over m\omega _{k}}\Pi _{k})\end{matrix}}}
Ces opérateurs adjoints vérifient :
{\displaystyle \mathbf {H} =\sum _{k}\hbar \omega _{k}\left(a_{k}^{\dagger }a_{k}+1/2\right)}
{\displaystyle [a_{k},a_{k'}^{\dagger }]=\delta _{kk'}}
{\displaystyle [a_{k},a_{k'}]=[a_{k}^{\dagger },a_{k'}^{\dagger }]=0.}
Comme dans le cas de l'oscillateur harmonique quantique, on peut montrer que les opérateurs ak† et ak correspondent respectivement à la création et l'annihilation d'une excitation d'énergie ℏωk. Cette excitation est un phonon, correspondant à l'intervalle d'énergie relative à un phonon entre deux niveaux du mode k :
{\displaystyle E_{n}=\left(n+{\tfrac {1}{2}}\right)\hbar \omega _{k}\,,\quad n=1,2,3...}
On peut immédiatement en déduire deux propriétés importantes des phonons. D'abord, les phonons sont des bosons : tout mode de vibration k peut voir son nombre d'excitation augmenter par l'application répétée de l'opérateur création ak†. En second lieu, chaque phonon est un « mode collectif » correspondant au mouvement de la (quasi) totalité des atomes du réseau. Cette seconde conclusion se voit dans le fait que les opérateurs adjoints contiennent des sommations sur les positions et les impulsions de tous les atomes du réseau.
On peut voir que les excitations générées par les opérateurs adjoints sont des ondes de déplacement d'atomes du réseau en calculant la fonction de corrélation position-position. Soit {\displaystyle \textstyle |k\rangle } un état pour lequel un seul quantum de mode k est excité, c’est-à-dire :
{\displaystyle {\begin{matrix}|k\rangle =a_{k}^{\dagger }|0\rangle \end{matrix}}}
On peut alors montrer que pour deux atomes i et j quelconques :
{\displaystyle \langle k|x_{i}(t)x_{j}(0)|k\rangle ={\frac {\hbar }{Nm\omega _{k}}}\cos \left[k(i-j)a-\omega _{k}t\right]+\langle 0|x_{i}(t)x_{j}(0)|0\rangle }
ce qui décrit une onde du réseau de pulsation ωk et de nombre d'onde k.

## Réseau tridimensionnel
La généralisation à trois dimensions du modèle unidimensionnel précédent est aisée (mais assez lourde). Le nombre d'onde k est remplacé par un vecteur à trois dimensions, le vecteur d'onde {\displaystyle {\vec {k}}}. De plus, {\displaystyle {\vec {k}}} est maintenant associé à trois coordonnées normales. L’hamiltonien a la forme :
{\displaystyle \mathbf {H} =\sum _{k}\sum _{s=1}^{3}\hbar \,\omega _{k,s}\left(a_{k,s}^{\dagger }a_{k,s}+{\frac {1}{2}}\right)}
Le nouvel indice s = 1, 2, 3 correspond à la polarisation des phonons lorsque la maille primitive comporte un seul type d'atome. En effet, dans un modèle unidimensionnel, les atomes ne peuvent vibrer que sur une ligne, et tous les phonons correspondent à une onde longitudinale. En revanche en trois dimensions, la vibration ne se fait plus uniquement dans la direction de propagation, mais peut également lui être perpendiculaire. Elle correspond alors à une onde transverse. Cela donne naissance à des coordonnées normales supplémentaires, qui comme l'expression de l'hamiltonien l'indique, correspondent à des espèces indépendantes de phonons.
Dans le cas où une maille primitive du réseau comporte p types d'atomes, le nombre de modes accessibles par vecteur d'onde k, devient 3p (3 modes acoustiques et 3p-3 modes optiques). La somme sur s, dans l'hamiltionien se fait de 1 jusqu'à 3p.

## Courbe de dispersion

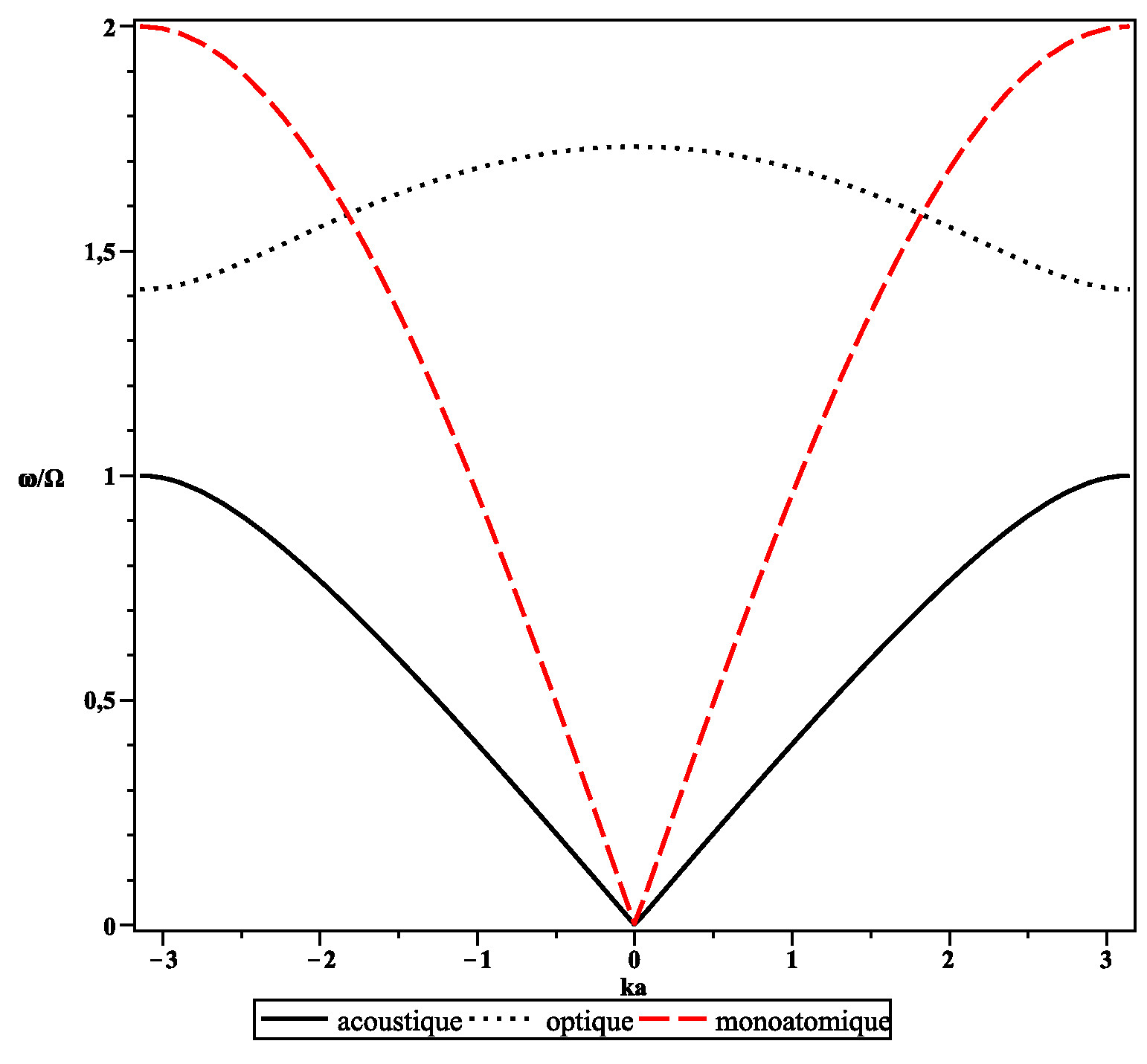
Relations de dispersion pour des chaînes monoatomique et diatomique linéaires (cas)

Dans le cas d'un réseau monoatomique la relation de dispersion {\displaystyle \textstyle \omega =f(k)} est périodique, de période {\displaystyle \textstyle {\frac {2\pi }{a}}}. Elle est nulle en {\displaystyle \textstyle k=0} et approximativement linéaire à partir de ce point pour les faibles valeurs de k. Dans cette région les vitesses de phase et de groupe sont égales {\displaystyle \textstyle {\frac {d\omega }{dk}}={\frac {\omega }{k}}=\Omega a}. La valeur {\displaystyle \textstyle k=0} correspond à une longueur d'onde infinie : le réseau cristallin de déplace en bloc.
Dans le cas général il existe plusieurs atomes différents dans le réseau. On peut calculer la relation de dispersion analytiquement dans les cas d'un réseau unidimensionnel alterné à deux atomes de masses {\displaystyle \textstyle m_{1}} et {\displaystyle \textstyle m_{2}} :
{\displaystyle \omega _{\pm }^{2}=C\left({\frac {1}{m_{1}}}+{\frac {1}{m_{2}}}\right)\pm C{\sqrt {\left({\frac {1}{m_{1}}}+{\frac {1}{m_{2}}}\right)^{2}-{\frac {4\sin ^{2}{\frac {ka}{2}}}{m_{1}m_{2}}}}}}
Il existe deux branches :
- la branche inférieure, analogue à celle de la chaîne monoatomique et correspondant aux faibles fréquences, est la branche acoustique. Il s'agit d'un mouvement d'ensemble des atomes. Deux voisins vibrant quasiment en phase, des zones apparaissent où les atomes sont plus resserrés que d'autres, suivant le même mécanisme de compression et décompression qu'une onde sonore ;
- la branche supérieure est la branche optique ; elle correspond à des fréquences plus élevées. Deux atomes voisins de signes de charge opposés oscillent en opposition de phase. Un rayonnement infrarouge peut générer une telle vibration pour autant qu'il y ait une différence d'électronégativité des atomes de la maille élémentaire. Inversement, comme il y apparition d'un dipôle électrique oscillant dans un réseau ionique, il peut y avoir émission d'un photon.

Les deux branches sont séparées par une bande de fréquences interdites
Cette configuration est générale et permet d'établir une nomenclature des phonons suivant que ceux-ci sont acoustiques (A) ou optiques (O), polarisés longitudinalement (L) ou transversalement (T). D'où les appellations : LA, LO, TA et TO.
La présence de bandes de fréquences interdites est une caractéristique de la physique des solides.

## Le phonon comme pseudo-particule

### Pseudo-quantité de mouvement
Il est tentant de considérer un phonon de vecteur d'onde {\displaystyle \textstyle \,{\vec {k}}\,} comme s'il possédait une quantité de mouvement {\displaystyle \textstyle \,\hbar {\vec {k}}\,}, par analogie avec les photons, ou toutes les ondes correspondant à un corpuscule (dualité onde-corpuscule). Ce n'est pas tout à fait correct, car {\displaystyle \textstyle \,\hbar {\vec {k}}\,} n'est pas réellement une quantité de mouvement physique. Il est nommé pseudo- quantité de mouvement ou « impulsion » de vibration. Ceci est dû au fait que {\displaystyle \textstyle \,{\vec {k}}\,} n'est déterminé qu'à un multiple de vecteur constant près, le vecteur {\displaystyle \textstyle \,{\vec {K}}\,} du réseau réciproque. Par exemple les coordonnées normales Q et Π sont définies de telle manière que :
{\displaystyle \mathrm {Q} _{\vec {k}}\equiv \mathrm {Q} _{{\vec {k}}+{\vec {K}}}\quad ;\quad \Pi _{\vec {k}}\equiv \Pi _{{\vec {k}}+{\vec {K}}}}
Pour un réseau unidimensionnel {\displaystyle \textstyle \;K=2n\pi /a\,,\;n=1,2,3...}. Un phonon de nombre d'onde k est donc équivalent à un nombre infini d'autres phonons de la même famille de nombres d'onde k ± 2π/a, k ± 4π/a, etc.
Généralement, on ne considère que les phonons de vecteurs d'onde {\displaystyle {\vec {k}}} de chaque famille possédant le plus « petit » vecteur {\displaystyle {\vec {k}}}. L'ensemble de ces vecteurs définit la première zone de Brillouin. D'autres zones de Brillouin peuvent être définies comme des copies de la première zone, décalées d'un multiple de vecteurs du réseau réciproque.

### Thermodynamique
L'ensemble des phonons présents dans un cristal peut être considéré comme un gaz, au même titre que le gaz de photons. Les phonons étant des bosons leur distribution statistique obéit à la statistique de Bose-Einstein :
{\displaystyle n_{k,s}={\frac {1}{\exp \left({\dfrac {\hbar \omega _{k,s}}{k_{\mathrm {B} }T}}\right)-1}}}
L'énergie du milieu est donc :
{\displaystyle E=\sum _{k}\sum _{s=1}^{3}\left(n_{k,s}+{\tfrac {1}{2}}\right)\hbar \omega _{k}}
À partir de la fonction de partition {\displaystyle \textstyle \,Z=\Pi _{k}\Pi _{s=1}^{3}n_{k,s}e^{-{\frac {\hbar \omega _{k,s}}{2k_{\mathrm {B} }T}}}\,} la physique statistique permet de calculer toutes les propriétés thermodynamiques.

### Interactions des phonons
Les phonons peuvent interagir,, avec une singularité du réseau cristallin (atome étranger ou isotope, lacune, dislocation ou autre défaut). Il en résulte une diffusion qui ne conserve pas la quantité de mouvement.
Ils peuvent aussi réagir avec un autre phonon ; deux cas sont possibles :
- la somme des deux vecteurs d'onde est telle que leur somme reste dans la zone de Brillouin et le vecteur d'onde résultant a cette somme ;
- dans le cas contraire on a affaire à un processus umklapp (umklappprozeß) qui ne conserve pas la quantité de mouvement pour le phonon résultant, l'excédent étant transféré au réseau dans son ensemble. Il faut noter que ce phénomène anharmonique est lié au terme d'ordre 3 dans le développement du potentiel interatomique du milieu.

Une interaction est aussi possible avec les électrons lorsque ceux-ci sont loin de l'équilibre thermodynamique. Le schéma d'interaction est analogue à l'interaction phonon-phonon et peut conduire à une diffusion umklapp.
Enfin on a déjà mentionné plus haut l'interaction photon-phonon pour la branche optique des cristaux ioniques. Une interaction faible peut également se produire avec les branches acoustiques (diffusion Brillouin).
Tous ces phénomènes conservent l'énergie.

### Conduction thermique
Il est possible d'écrire une équation cinétique pour la population {\displaystyle \textstyle n_{\mathbf {k} ,s}}, c'est l'équation de Boltzmann-Peierls. Plus générale que l'équation de la chaleur, elle permet le calcul des échanges thermiques au niveau microscopique, par exemple en microélectronique.
La capacité calorifique d'un matériau cristallin est accessible par le modèle de Debye, issu des méthodes décrites ci-dessus.
La conductivité thermique λ qui peut être reliée à la chaleur spécifique CV et au libre parcours moyen dans le milieu l par l'expression {\displaystyle \textstyle \lambda ={\frac {1}{3}}C_{V}l} mais qui en pratique est issue de l'expérience.